# Yi I

Yi I, dipinto da un artista sconosciuto

Yi I, noto come Yulgok (율곡?) o Seokdam (석담?) (in coreano: 이이?, 李珥?; Gangneung, 26 dicembre 1536 – 27 febbraio 1584) è stato uno scrittore coreano, uno dei due principali studiosi confuciani della dinastia Joseon, l'altro è il suo anziano contemporaneo, Yi Hwang (Toegye). Il suo nome era tradizionalmente scritto "Yi I" fino alla recente riforma della romanizzazione del coreano.

## Biografia
La madre di Yi I si chiamava Sin Saimdang, artista e calligrafa. Lo pseudonimo di Yi I è Yulgok (Valle delle castagne, 율곡?, 栗谷?). Il suo nome di cortesia era Sukheon (숙헌?, 叔獻?).
Bambino prodigio, ha imparato a scrivere in cinese all'età di 3 anni e ha composto poesie in cinese classico prima dei 7 anni. Ha sostenuto gli esami di mandarino quando aveva 13 anni. A 29 anni ha superato l'esame di maturità con il massimo dei voti e ha iniziato a prestare servizio nell'amministrazione. Ha scritto una tesi sull'argomento di Ch'ondoch'aek, che era considerato un capolavoro letterario, mostrando la sua conoscenza del confucianesimo e del taoismo.
A 34 anni, Yi I pubblicò Tongho Mundap, un trattato di 11 articoli dedicato ad affermare la sua convinzione che un governo giusto potesse essere raggiunto durante la sua vita, mostrando il suo desiderio di realizzarlo.
Yi I ha temporaneamente rinunciato al mondo ritirandosi sul monte Kumgang, in seguito alla morte di sua madre quando aveva 36 anni. Al suo ritorno in società, nel 1576 pubblicò L'essenza del confucianesimo.
Le opere complete di Yulgok furono compilate dopo la sua morte nel 1584.
Una strada a Seoul prende il nome dal suo nome (Yulgongno) ed è raffigurato sulla banconota coreana da 5.000 won.

## Lavori
- Seonghakjipyo (성학집요?, 聖學輯要?)
- Geokmongyogyul (격몽요결?, 擊蒙要訣?)
- Donghomundap (동호문답?, 東湖問答?)
- Sohakjipju (소학집주?)
- Manunbongsa (만언봉사?)
- Gijasilgi (기자실기?)
- Gyungyunilgi (경연일기?, 經筵日記?)
- Suneon (순언?, 醇言?)
- Insimdosimseol (인심도심설?)
- Gimseeseupjeon (김시습전?)